# Виган
Виган (англ. City of Vigan, исп. La Ciudad de Vigan, Ciudad Fernandina de Vigan, таг. Lungsod ng Vigan) — административный центр провинции Филиппин Южный Илокос. Город занимает площадь 11 км². Численность населения — 47 246 чел. (2007). Плотность населения — 4 295 чел./км².
Город расположен на западном побережье острова Лусон, обращён к Южно-Китайскому морю. Застроен в разных стилях, в архитектуре сочетаются как испанские, так и восточные элементы.

## История
Виган расположен на острове, отделённом от основного массива суши тремя реками — Абра, Местисо и Говантес. Ещё до прихода испанцев население этой местности торговало с китайскими купцами. Сюда поступали различные товары из азиатских стран в обмен на золото, воск и другие товары, производимые народами горных районов. В двух письмах генерал-губернатора Гидо де Лавесариса к испанскому королю Филиппу II говорится :
Было бы лучше всего послать капитана Хуана де Сальседо с 70 или 80 солдатами
для исследования земель илоканцев, на берегах реки, называемой Биган.
Испанцы прибыли сюда в 1572 году. Хуан де Сальседо основал город, который назвали Вилья Фернандина де Виган, в честь сына Филиппа II, принца Фердинанда.
Первоначально провинция, центром которой был Виган, объединяла территорию нескольких современных провинций. Это Южный и Северный Илокос, Ла-Унион, Абра и часть Горной провинции. В 1576 году с прибытием монахов-августинцев началась христианизация края. Здесь был размещён испанский гарнизон для контроля соседних территорий. Первоначально город был назван Вилья-Фернандина, затем Вилья-Фернадина де Виган, и в конце концов сохранилась лишь последняя часть. В XVII веке Виган был центром архиепископства Новая Сеговия.

## Образование в Вигане
В городе есть ряд высших учебных заведений. Северо-Филиппинский университет — старейший на Северном Лусоне. Колледж Святого Павла Северного Илокоса — старейшая частная фундаментальная школа, основанная сестрами монастыря Святого Павла в Вигане. Виганский богословский колледж — вторая старейшая частная фундаментальная школа в провинции, основанная священниками Богословского общества.